# Brandon Bowman
Brandon Kyle Bowman (* 15. Oktober 1984 in Beverly Hills, Kalifornien) ist ein US-amerikanischer Basketballspieler, der 2009 mit den Telekom Baskets aus Bonn deutscher Vizemeister und Vizepokalsieger wurde. 

## Karriere
Im Los Angeles County an der US-amerikanischen Westküste geboren und aufgewachsen wechselte Bowman 2002 zum Studium an die Georgetown University in Washington, D.C. an die Ostküste. Für das Hochschulteam Hoyas spielte er in der Big East Conference der NCAA Division I. In seinem Abschlussjahr 2006 erreichte man das Achtelfinale Sweet Sixteen in der landesweiten Endrunde der NCAA. Bowman selbst hatte nach starken persönlichen Statistiken als Sophomore und Junior in seinem Abschlussjahr als Senior zurückgehende Quoten und Spielanteile. Anschließend wurde er in der NBA-Draft der am höchsten dotierten US-amerikanischen Profiliga auch nicht ausgewählt und konnte sich auch in sogenannten Training Camps nicht für einen Vertrag in der NBA empfehlen.
Nach dem Ende seiner Collegespielzeit bekam Bowman 2006 ein Engagement bei den Jam aus Bakersfield in seiner kalifornischen Heimat, die neu in die NBA Development League aufgenommen worden waren. Trotz überzeugender Leistungen insbesondere in der zweiten Spielzeit gelang ihm auch über die Nachwuchsliga nicht der Sprung in die NBA, so dass er sich noch während dieser Spielzeit Anfang 2008 dem italienischen Zweitligisten Ignis aus Novara anschloss. Dort konnte er jedoch auch nicht mehr verhindern, dass der Tabellenletzte der Vorsaison, der nur durch Übernahme einer anderen Lizenz die Klasse gehalten hatte, erneut Tabellenletzter wurde und nun vorerst seinen Spielbetrieb einstellte. 
Nach Saisonende kehrte Bowman im Sommer 2008 in die Staaten zurück, um in der NBA Summer League erneut auf sich aufmerksam zu machen. Dies reichte zwar nicht für die NBA, doch der deutsche Vizemeister Telekom Baskets Bonn nahm ihn für die Saison 2008/09 unter Vertrag. Bei den Bonnern wurde er als bester Punktesammler und bester Rebounder seiner Mannschaft als All-Star ausgewählt und nahm am BBL All-Star Game 2009 teil. Mit seiner Mannschaft erreichte er das Pokalfinale, das gegen den amtierenden Meister Alba Berlin deutlich verloren ging. Während man international in den Viertelfinal-Play-offs der EuroChallenge 2009 gegen den späteren Titelträger Virtus Bologna ausschied, traf man in den nationalen Meisterschafts-Play-offs erneut auf Alba Berlin, die man in fünf Spielen bezwingen konnte, nachdem man im vierten Spiel einen Heimvorteil verspielt hatte. In einer dramatischen Finalserie um die Meisterschaft verspielte man jedoch den Titel in den Schlusssekunden des letzten und entscheidenden Spiels beim neuen Meister EWE Baskets Oldenburg.
Zur Saison 2009/10 versuchte Bowman erneut, den Sprung in die NBA zu schaffen. Im September 2009 wurde bekannt, dass Bowman zum vorläufigen Kader der Philadelphia 76ers gehört. Dort wurde er allerdings kurz vor Beginn der Saison aus dem Kader gestrichen und erhielt keinen Vertrag, worauf er in die Türkiye Basketbol Ligi zum Erstligisten Tofaş aus Bursa wechselte. Mit dem Verein verpasste er jedoch die Teilnahme an den Play-offs um die türkische Meisterschaft. Auch in der Sommerpause 2010 war er in der Summer League der NBA aktiv und spielte für die Charlotte Bobcats. Dort konnte er sich jedoch nicht für einen weitergehenden Vertrag empfehlen.
Für die Spielzeit 2010/11 unterschrieb Bowman einen Vertrag beim bulgarischen Verein Lukoil Akademik aus Sofia, wechselte aber dann Ende Januar 2011 für einen sechswöchigen Vertrag zu „MSB“ im französischen Le Mans. Dieser wurde von Seiten des Vereins nicht verlängert und Bowman wechselte daraufhin für den Rest der Spielzeit nach Serbien zu KK FMP Železnik aus Belgrad. Für die Spielzeit 2011/12 erhielt Bowman einen Vertrag beim israelischen Erstligisten Maccabi aus Rischon LeZion. Nach Ende dieses Vertrages wechselte er 2012 in die Korean Basketball League zu Dongbu Promy aus Wonju. Bereits Ende Oktober 2012 wurde er dort in einem Spielertausch für den ehemaligen deutschen Nationalspieler Julian Sensley an die Samsung Thunders aus Seoul abgegeben. Im Januar 2013 wechselte Bowman zurück in die erste israelische Liga zu Hapoel Gilboa Galil. Doch aufgrund von Verletzungen konnte er nicht wie erhofft zum Leistungsträger für seine Mannschaft werden. 
Zur Saison 2013/2014 fand Bowman zunächst kein neues Team und regenerierte sich in den USA und kurierte seine Verletzungen aus. Im November 2013 unterzeichnete er schließlich einen Vertrag in Deutschland bei Aufsteiger SC RASTA Vechta aus der Beko BBL. Sportlich endete die Saison jedoch im sportlichen Abstieg von Vechta zurück in die ProA.
Direkt im Anschluss an die Spielzeit in Deutschland wechselte Bowman nach Neuseeland zu den Pacific Jewellers Saints. Zur Saison 2014/2015 kehrte Bowman nach Deutschland zurück und unterzeichnete einen Vertrag bei BBC Medi aus Bayreuth.